# Eptatretus ancon
Eptatretus ancon är en ryggsträngsdjursart som först beskrevs av Mok, Saavedra-Diaz och Acero P. 200.  Eptatretus ancon ingår i släktet Eptatretus och familjen pirålar. IUCN kategoriserar arten globalt som otillräckligt studerad. Inga underarter finns listade i Catalogue of Life.